# Nodirbek Yakubboev

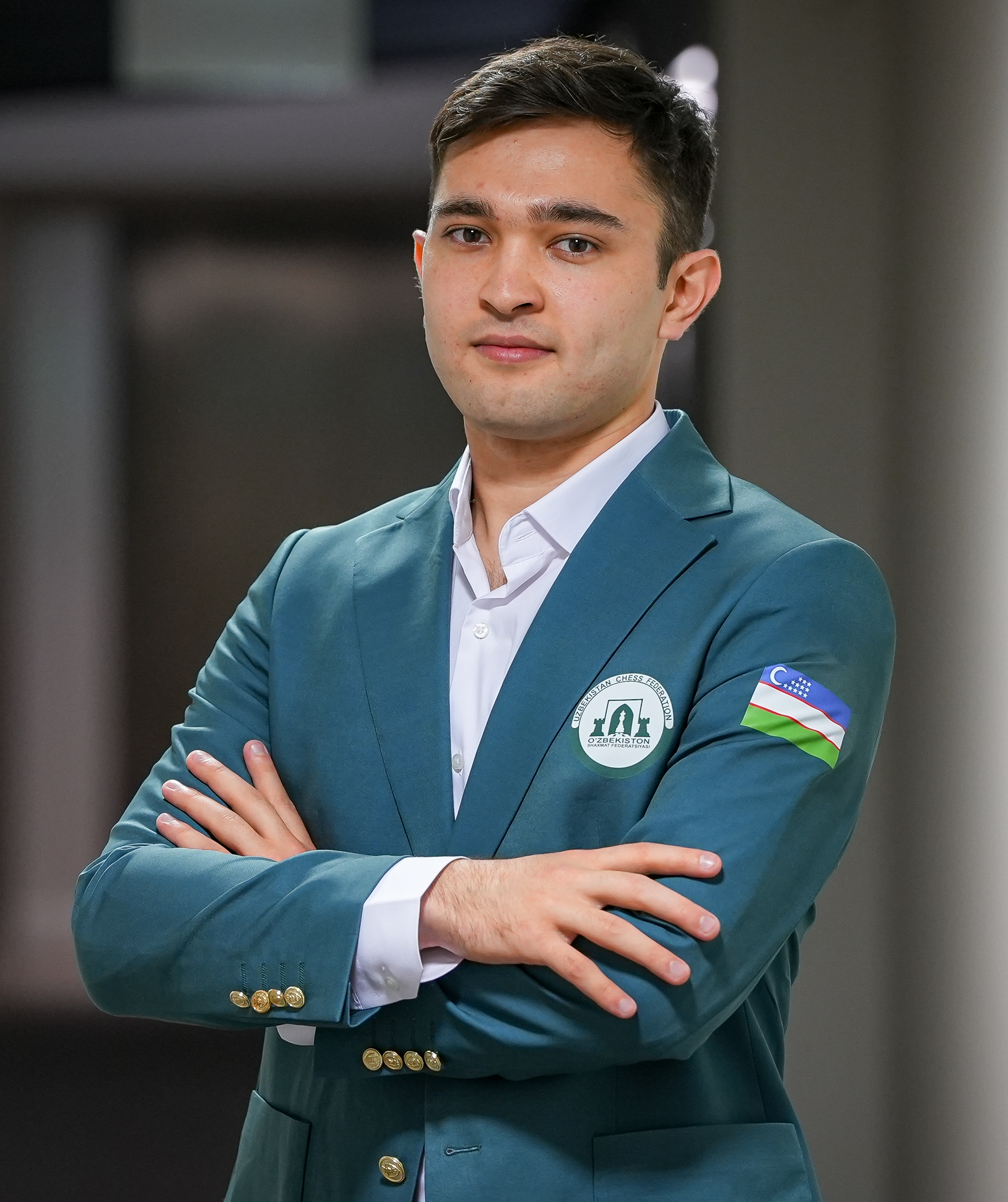
Yakubboev (2024)

Nodirbek Yakubboev (Tasjkent, 23 januari 2002) is een Oezbeeks schaker. Hij is sinds 2019 een grootmeester (GM).

## Schaakcarrière
Hij won drie keer het kampioenschap van Oezbekistan: in 2016, 2018 en 2020. Hij werd in 2021 tweede op het open kampioenschap van Zone 3.4, waarmee hij zich kwalificeerde voor de Wereldbeker schaken 2021.
In 2022 won hij met het team van Oezbekistan de gouden medaille op de 44e Schaakolympiade, gehouden in Chennai. Hij speelde aan bord 2, waar hij een individuele bronzen medaille won, met de score 8 pt. uit 11 en performance rating 2759.
In november 2022 was zijn Elo-rating 2667. In dezelfde maand was hij nummer 75 op de wereldranglijst.
Tijdens het Tata Steel-toernooi 2025 weigerde Yakubboev "om religieuze redenen" vier vrouwelijke tegenstanders de hand te schudden aan het begin van de betreffende partijen. Negen dagen na de geweigerde handdruk tegen Rameshbabu Vaishali bood hij haar een bloemetje, chocola en persoonlijke excuses voor het incident aan, maar hield vast aan zijn standpunt. Overigens verloor Yakubboev zijn partij tegen Vaishali.

## Familie
Hij heeft een oudere zus, Nilufar Yakubbaeva, die meerdere keren het vrouwenkampioenschap schaken van Oezbekistan won.

## Externe koppelingen
- (en)   Informatie over schaakpartijen van Nodirbek Yakubboev op ChessGames.com
- (en)   Informatie over schaakpartijen van Nodirbek Yakubboev op 365chess.com
- (en)  FIDE-ratinggegevens voor Nodirbek Yakubboev